# Ottilia Adelborg

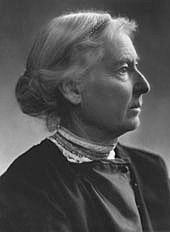
Ottilia Adelborg

Eva Ottilia Adelborg (geboren am 6. Dezember 1855 in Karlskrona, gestorben am 19. März 1936 in Gagnef) war eine schwedische Aquarellmalerin, Schriftstellerin, Pionierin im Bereich Comics und Heimatforschung. Ottilia Adelborg wird als Erfinderin des schwedischen Kinderbuchs bezeichnet.

## Biographie
Ottilia Adelborgs Eltern waren Kommandant Bror Jacob Adelborg und Hedvig Catharina af Uhr, Tochter von Gustaf af Uhr aus dem Adelsgeschlecht der Uhr, sowie ihre Geschwister Gertrud Adelborg und Maria Adelborg. Sie wurde in Karlskrona geboren, wo die Familie lebte, bis ihr Vater starb, als sie 9 Jahre alt war. Von da an wurde die Situation der Familie kompliziert, nicht zuletzt in finanzieller Hinsicht. Mutter und Kinder zogen nach Uppsala, wo die Schwester der Mutter mit Hammarskjöld verheiratet war. Das junge Mädchen trauerte um das freie, idyllische Leben in Karlskrona. Der Schulbesuch wurde etwas lückenhaft. Ottilia Adelborg hatte das künstlerische Talent ihres Vaters und Großvaters geerbt, aber es war keineswegs selbstverständlich, dass sie eine Ausbildung erhalten würde. Als jüngstes Kind der Geschwister sollte sie nach den damaligen Gepflogenheiten zu Hause bleiben und sich um ihre Mutter kümmern. Trotzdem bekam sie die Chance, Privatunterricht bei Professor Mårten Eskil Winge zu nehmen und anschließend an die Technische Schule (heute Konstfack) zu gehen, was einen Umzug der Familie nach Stockholm zur Folge hatte. Nach der Technischen Schule 1875–1877 setzte sie ihr Studium an der Kunstakademie 1878–1882 fort und unternahm Studienreisen in die Niederlande 1898, nach Italien 1901 sowie erneut in die Niederlande und nach Belgien 1905. 1888 wurde sie in die Gesellschaft Nya Idun aufgenommen. Sie war unverheiratet.
Ottilia Adelborg musste ihre berufliche Tätigkeit mit der Pflege ihrer Mutter als Hausfrau kombinieren. Selbst nachdem sie die beste Kunstausbildung des Landes genossen hatte, schien sie von ihrer Familie nicht als berufstätige Frau angesehen zu werden, im Gegensatz zu ihren Schwestern. Gertrud engagierte sich stark in der Frauenbewegung und arbeitete als Bürokauffrau beim Fredrika Bremerbündnis. Maria war Textilkünstlerin und arbeitete als Musterzeichnerin, unter anderem bei Handarbetets vänner (Die Freunde der Handarbeit). Ottilia hingegen musste von zu Hause aus arbeiten. Sie widmete sich einer in den Augen der damaligen Zeit weniger „statusbehafteten“ Kunstform – dem Schreiben und Zeichnen für Kinder. Ottilia Adelborg wurde von ihren Zeitgenossen als Bilderbuchkünstlerin bezeichnet, heute würde man sie als Kinderbuchillustratorin bezeichnen, aber sie illustrierte auch Bücher für Erwachsene, entwarf Tapetenmuster und schrieb Bücher.
Ottilia Adelborg war diejenige, die das erste vollständig schwedische Kinderbuch, Barnens julbok (Weihnachtsbuch der Kinder) (1885), verfasste. Zuvor waren Kinderbücher nach ausländischen Vorlagen geschrieben worden. Klassiker wie Vart skall du gå min lilla flicka (Wohin gehst du, mein kleines Mädchen) und Borgmästar Munthe (Bürgermeister Munthe) wurden zuerst in ihren Büchern veröffentlicht. Sie verwendete oft Reime und Sprüche, die von Land zu Land gewandert waren. Das englische Kinderlied „Ba, ba, black sheep“ wurde in ihrer Version zu „Bä, bä, vita lamm“ (Bä, bä, weißes Lamm). Adelborg ist unter anderem für das Plakat Prinsarnes blomsteralfabet (Das Blumenalphabet des Prinzen) (1892) bekannt, das auch als Adventskalender und ABC-Buch mit einem gereimten Vers zu jedem Buchstaben erschien. Es war ganz und gar Ottilias eigenes Werk und ist in vielen Auflagen erschienen. Die Prinzen waren Gustaf Adolf, Wilhelm und Erik, von denen der erste 1950 König wurde. In der Kachelfabrik P. H. Lundgren in Stockholm wurden unter anderem Steingutgeschirre mit Dekoren von Adelborg hergestellt, und sie war dort von 1896 bis 1897 tätig. Nach den Erinnerungen des Werkmeisters der Gefäßfabrik der Höganäsbolaget soll sie in derselben Zeit auch Vasen, Kerzenständer und vieles mehr hergestellt haben. Das Buch Pelle Snygg och barnen i Snaskeby (Pelle Snygg und die Kinder in Snaskeby, snygg bedeutet hübsch und Snaskeby ist ein erfunder Ortsname durch die Kombination der Wörter Snask, Süsigkeiten, und By, Dorf) (1896) wurde überaus beliebt. Es erschien in sieben Auflagen und wurde ins Englische, Niederländische und Deutsche übersetzt. In Holland entstand 1903 eine Bühnenfassung und eine Kinderoper, die im folgenden Jahr auch an der Stockholmer Oper aufgeführt wurde. Ottilia Adelborg illustrierte auch Bücher anderer Autoren, darunter Gustaf af Geijerstams Mina pojkar (Meine Jungs) und Zacharias Topelius Walters äfventyr (Walters Abenteuer).
Ottilia Adelborg hatte auch ein großes Interesse an Handarbeit. Als 1899 der Verein für schwedische Handarbeit gegründet wurde, mit Prinz Eugen als Vorsitzendem, gehörten unter anderem Adelborg und Lilli Zickerman zum Vorstand. 1902 reiste Ottilia Adelborg zusammen mit ihrer Studienkollegin Hildegard Thorell nach Dalarna, um zu malen. Sie besuchten Gagnef, wo sie zwei Wochen lang blieben, um verschiedene Modelle zu malen. Der Besuch hatte großen Einfluss auf Ottilia Adelborg. Sie kehrte im folgenden Jahr nach Gagnef zurück und blieb für den Rest ihres Lebens in der Gegend.
Nach dem Tod ihrer Mutter zog sie im Juli 1903 zusammen mit ihren beiden älteren Schwestern Maria und Gertrud von Stockholm nach Gagnef. Ottilia engagierte sich stark für die Kultur und die Menschen der Gemeinde, die sie kennenlernte und künstlerisch beschrieb. In Gagnef gründete sie 1903 eine Schule für Klöppeln und ein Heimatmuseum. Als Heimatforscherin leistete sie einen großen Beitrag zur Rettung der Volkskunst vor der Zerstörung. Sie entwarf neue Klöppelspitzenmuster, sowohl nach ihrer eigenen Fantasie als auch nach realen Vorbildern, was als „eine Spitze dichten“ bezeichnet wurde. Ihr Interesse für die Heimat zeigte sich auch in ihren Darstellungen des Volkstums, wie Gråns, en by som varit (Gråns, ein Dorf, das) (1908), Från Gagnämäns näs (1909) und Dalritningar (1920). Das Interesse an ihrer Heimat kam auch in ihrer Malerei zum Ausdruck, die hauptsächlich Aquarelle mit Volksmotiven aus Dalarna umfasst.
Ottilia Adelborg war Teil des damaligen Kulturlebens in Dalarna. Sie verkehrte unter anderem mit Anders und Emma Zorn sowie mit Carl und Karin Larsson. Sie war auch mit Selma Lagerlöf, Elsa Beskow und Hilma af Klint befreundet.
Das Gagnef-Heimmuseum existiert noch immer und ist heute das älteste Heimatmuseum in Dalarna. Am 19. September 1909 schenkten Ottilia Adelborg, Clara Wahlström und die Schwestern Anna und Lotten Falk der Gemeinde Gagnef gesammelte und gekaufte Kulturgüter, Gebäude und Kleidung. Diese Sammlung wurde an Schenkungstagen erweitert, an denen Gemeindemitglieder und Ausgewanderte Gegenstände, Fundstücke und Kleidung zur Aufbewahrung schenkten. Durch Knyppelskolan (Spitzenklöppelei-Schule) wurde Adelborgs eigene Spitzensammlung durch mehrere andere ergänzt. Die Sammlungen sind im Laufe der Jahre stetig gewachsen und werden von einer später gegründeten Stiftung verwaltet. In der Schenkungsurkunde wurde folgende Bedingung festgelegt:
… dass die betreffenden Gebäude nicht für
irgendwelche Vergnügungsveranstaltungen oder Zusammenkünfte
vermietet werden dürfen und dass das betreffende Eigentum
von einem Vorstand verwaltet werden soll, in den mindestens zwei weibliche Mitglieder
gewählt werden. Wir möchten hiermit auch unseren Wunsch und unsere Hoffnung zum Ausdruck bringen,
dass die Mitglieder der Gemeinde mit großem Interesse
diese Erinnerungen pflegen, die an die einfachen Sitten und bescheidenen Bedürfnisse ihrer Vorfahren erinnern,
und dass
jeder zur Erweiterung der Sammlung beiträgt.
1919 wurde das letzte Kirchenboot der Gemeinde Gagnef von Bäsna zum Kirchdorf gerudert, an Land gezogen und über die Flottbrücke zu seiner letzten Ruhestätte innerhalb des Zauns der Gedenkstätte gebracht. Zwei Jahre später wurde ein Bootshaus um das Boot herum gebaut.

## Tod
In ihrem Tagebuch (1899–1936) kommentierte Adelborg kurzzeitig zeitgenössische Ereignisse. Anfang 1936 freute sie sich darüber, dass der damals 40-jährige Pelle Snygg mit niederländischer Musik aus dem Jahr 1903 im schwedischen Radio zu hören war, stellte jedoch traurig fest, dass die Ambulanz des Schwedischen Roten Kreuzes in Haile Selassies Abessinien am Silvesterabend von den Italienern bombardiert worden war.
Ihre Handschrift ist im Inventarbuch der Gedenkstätte vom 22. August 1904 bis zum 12. Februar 1936 zu lesen. Fünf Wochen später verstarb sie. Das Buch enthielt damals 1.273 gesammelte, gespendete und gekaufte Gegenstände und Gebäude.
Ottilia ist zusammen mit ihren Schwestern in Gagnef begraben. Ihr Gemälde „Sankt Göran och Draken“ (Der heilige Georg und der Drache) schmückt die Wand über der Tür zur Sakristei der Kirche. Das Werk entstand auf Initiative von Emma Zorn und wurde 1929 signiert.

## Sammlungen
- Die Gemeinde Gagnef bewahrt Werke von Adelborg in Bleistift, Aquarell, Kohle, Lavierung, Öl und Tusche auf. Darüber hinaus verfügt das Zorn-Museum über eine Sammlung von Werken und Skizzen.

- Eine Übersicht über ihr Leben, ihr Schaffen und ihre hinterlassenen Kulturschätze findet sich im Ottilia Adelborg-Museum im alten Pfarrhaus von Gagnef.

- Die drei Gebäude der Gedenkstätte, die Adelborg und ihre Freundinnen 1909 der Gemeinde Gagnef schenkten, wurden auf 22 erweitert, und die Sammlungen umfassen über 9.000 Objekte, Fotografien und Archivdokumente.

- In einer ehemaligen kleinen Schule, die ins Zentrum von Djurmo verlegt wurde, wurde ein separates Schulmuseum eingerichtet. Die Schulgegenstände, die das Gedächnishaus verwaltet hat, sind dort im Schulraum mit der dazugehörigen Lehrerwohnung ausgestellt. [11]

- Das Nationalmuseum [12] in Stockholm hat eine Sammlung von Zeichnungen.

## Der Ottilia Adelborg-Preis
Der Literaturpreis Ottilia Adelborg wurde im Jahr 2000 von der Gemeinde Gagnef ins Leben gerufen.

## Werke
- Barnens Julbok: gamla visor och rim[5]
- Barnens lilla julbok: gamla visor och rim tecknade. Stockholm: Fritze. 1887.[6]
- Almanach 1889 / ritad. Stockholm: P. A. Norstedt. 1888[7]
- Sagan om Askungen. Stockholm: Bonnier. 1890.[8]
- Ängsblommor: en samling barnrim och historier upptecknade och ritade. Stockholm: Albert Bonnier. 1890.[9]
- Prinsarnes blomsteralfabet. Stockholm: Bonnier. 1892.[10]
- Blomstersiffror med rim. Stockholm: Bonnier. 1894.[11]
- Pelle Snygg och barnen i Snaskeby. Stockholm: Bonnier. 1896.[12]
- Ute blåser sommarvind: vaggvisa / [Musik: Alice Tegnér]; [Gezeichnet von Ottilia Adelborg]. Stockholm: Bonnier. 1900.[13]
- Bilderbok: samlad ur barntidningar. Stockholm: Bonnier. 1907.[14]
- Från Gagnä-mäns näs: skrifverier och ritningar. Stockholm: Bonnier. 1909.[15]
- Småjäntorna och andra visor / ritade; Musik von Alice Tegnér. Stockholm: Skoglund. 1912.[16]
- Gråns: en by som varit. Stockholm: Bonnier. 1918.[17]
- Dalritningar. Stockholm: Bonnier. 1920.[18] - Ganzer Text: Kungl. Biblioteket; Projekt Runeberg
- Krabbataska: en gammaldags saga från Estland / bearb. och ritad. Stockholm: Folkskolans barntidn. 1924.[19]

### Buchillustrationen in Werken anderer Autoren
- Hagerberg, A. V. (1889?). Stora barn och små [Musiktryck]: (julklapp). Stockholm: Abr. Lundquist.[20]
- Romdahl, Clara (1891). Barnamat: lite roligt åt de små på vers och prosa. 6. portionen / af En barnavän. Stockholm: Lars Hökerberg.[21]
- Romdahl, Clara (1891). Barnamat: lite roligt åt de små på vers och prosa. 7. portionen / af En barnavän. Stockholm: Lars Hökerberg.[22]
- Palm, Amy; Adelborg Ottilia (1893). Barnen på Broby: berättelse för barn. Stockholm: Hökerberg.[23]
- Rydberg, Viktor (1895). Lille Viggs äfventyr på julafton [Enthalten in Schriften, Band VIII] (3, 46 Seiten)
- af Geijerstam, Gustaf (1896). Mina pojkar. En sommarbok för stora och små. 2. uppl. / ill. af Ottilia Adelborg. Stockholm: Fahlcrantz.[24]
- Topelius, Zacharias (1898). Walters äfventyr. Åtta äventyrssagor med Walter. Illustrerad av Ottilia Adelborg. Stockholm: Bonniers.[25]
- Roos, Anna Maria (1901). Mariæ nyckelpigas visbok. Stockholm: Abr. Lundquist.[26]
- Oterdahl, Jeanna (1901). Solhult. Stockholm: Wilhelm Bille.[27]
- Hammarsköld, Carin (1924). Sagan om sanningens källa och tre andra sagor. Stockholm: Hökerberg.[28]
- Bergquist von Mirbach, Magda (1925). Sagokungar och bergatroll. Stockholm: Diakonistyr.[29]
- Bergquist von Mirbach, Magda (1926). Det var en gång en konung, jämte andra sagor för stora och små. Stockholm: Diakonistyr.[30]

### Buchillustrationen in der Kinderbibliothek Saga
Adelborg illustrierte die folgenden Teile der Reihe:
- 22 - Tomtesagor, 1926 (Strax! Strax!)
- 26 - Ja och Nej, 1931 (Pelle Skrävlare)
- 35 - Titteli Ture eller Barndomslandet
- 66 - Tripp Trapp Trull
- 115 - Grin-Olle och Inga-Lisa
- 126 - Puttefnask och Storebrask
- 132 - Trollsländan
- 155 - Ärpa Snärpa Gullvärpa, 1952 (Resan till Amerika) Libris 1434319
- 162 - Trippalätt och Klumpapå
- 170 - Tummeliten, 1936 (Dukaten)
- 182 - Lyckogrisen
- 205 - Jultomten

## Weiterführende Literatur
- Adelborg, Ottilia (1986). "Sagotid: bilder och berättelser; Ottilia Adelborgs liv von Anne Marie Rådström" ; Ottilia Adelborgs böcker von Mary Ørvig. Stockholm: Bonniers Juniorförlag
- Berghammar, Beatrice (2004). "Ottilia Adelborg och barnens jultidningar: tillkomst, spridning, gestaltning." Stockholm: Konstvetenskapliga inst., Univ.
- Boëthius, Axel (1943). ”Adelborgs i Gagnef”. Dalarnas hembygdsbok 1943,: Seite 5-24.
- Boëthius, Gerda (1944). ”Ottilia Adelborgs upptäcktsfärder med pennstift och dagbok”. Fataburen 1944,: sid. 131-146.
- Boethius, Gerda: E Ottilia Adelborg
- Essen, Susanne von (1972). Ottilia Adelborg, bilderbokskonstnärinna. Stockholm: Litteraturvetenskapliga institutionen, univ.
- Klingberg, Göte (1994). ”Ottilia Adelborgs första bilderböcker”. Folklig vers i svensk barnlitteratur (Stockholm  : Natur och kultur, 1994) 10),: Seite 131-146.
- Knutson, Ulrika (2013). ”Guldpenslarna: sagan om de goda feerna i barnens bildvärld”. Svensk illustration  : en visuell historia 1900-2000 / (2013): Seite 27-47
- Larsson, Lisbeth: Ottilia Adelborg
- Nordström, Lillemor (2000). "Första boken om Ottilia Adelborg." Erstes Buch (1. Ausgabe). Stockholm: Almqvist & Wiksell.
- Ottilia Adelborg 1855-1936: "Minnesutställning 14-28 november 1937" [Katalog mit einem Vorwort von Gerda Boëthius.] [Porträt]. Dalarnas konstförening. Falun. 1937.
- Ottilia Adelborg: Nationalmuseum april-maj 1986. Nationalmusei utställningskatalog, 0585-3222; 491. Stockholm: Nationalmuseum. 1986.
- Rådström, Anne Marie (1980). "Fröken Ottil: en bok om Ottilia Adelborg, barnens konstnär och en pionjär för folklig kultur. Dalarnas hembygdsbok"; 1980. Falun: Dalarnas mus.
- Skarp, Erik (2008). "Från akleja till ögontröst: en utgivningshistoria om Ottilia Adelsborgs bok "Prinsarnes blomsteralfabet". Stockholm: E. Skarp.
- Werkmäster, Barbro (1975). ”Barnkammarens konstnärer”. 1975,  Seite 144-168.
- Werkmäster, Barbro (1984). "The image of cleanliness: a study of Ottilia Adelborg's picture-book Clean Peter and the children of Grubbylea." Uppsala: Uppsala universitet

| Personendaten    | Personendaten                                                                                  |
| ---------------- | ---------------------------------------------------------------------------------------------- |
| NAME             | Adelborg, Ottilia                                                                              |
| ALTERNATIVNAMEN  | Adelborg, Eva Ottilia (vollständiger Name)                                                     |
| KURZBESCHREIBUNG | schwedische Aquarellmalerin, Schriftstellerin, Pionierin im Bereich Comics und Heimatforschung |
| GEBURTSDATUM     | 6. Dezember 1855                                                                               |
| GEBURTSORT       | Karlskrona                                                                                     |
| STERBEDATUM      | 19. März 1936                                                                                  |
| STERBEORT        | Gagnef                                                                                         |